# Perieci
I Perièci (in greco antico: Περίοικοι?, Períoikoi: il nome derivava da περί, perí, "attorno" e in greco antico: οἶκος?, ôikos, "abitazione") erano i membri di un gruppo autonomo di persone libere, ma non cittadini, che abitavano i territori intorno a Sparta, sulle spiagge e sulle alte terre della Laconia, in particolare sui promontori Tenaro e Malea. Le fonti antiche non chiariscono il loro ruolo all'interno della società spartana: vari studiosi hanno ipotizzato che si occupassero del commercio con altre città, oppure della pesca e dell'agricoltura o dell'estrazione e della lavorazione dei minerali.

## Origini
Quando i Dori invasero la Laconia, gli Achei che vi abitavano divennero Iloti. Tra i Dori che si stabilirono nella regione c'erano cinque diversi gruppi: gli Spartani divennero la più potente di queste cinque colonie e sconfissero gli altri; questi altri divennero i Perieci.
C'è un'altra teoria: che si erano stabiliti a Sparta, essendo così dei coloni; tuttavia, la Messenia fu un'eccezione a questa teoria, e divenne difficile nel corso del tempo credere che Sparta avrebbe potuto trovare centinaia di villaggi di Perieci.

## Status
Sotto il dominio di Sparta, i Perieci appartenevano allo Stato spartano, ma non erano cittadini a pieno titolo; lo status sociale loro riservato è paragonabile a quello degli Sciriti. Avevano il diritto di possedere terre e facevano parte dell'esercito come opliti e della marina come epibastes; tuttavia non potevano partecipare alle decisioni politiche, probabilmente erano soggetti a tassazione speciale e non potevano sposare uomini o donne spartane, per questo sono stati definiti "cittadini di seconda classe". Secondo Isocrate potevano essere messi a morte dagli efori anche senza un processo, ma quest'affermazione è stata messa in dubbio. Se il loro stato libero non fu oggetto di polemiche, la situazione non era chiara circa la natura esatta del loro status di soggetto all'interno di Sparta contro lo status di città alleate e degli stranieri. Allo stesso modo, la loro organizzazione politica e sociale era piuttosto scarsa.
Le loro città, le perioikís (περιοικίς), avevano autonomia politica ma erano soggette a Sparta in materia di politica estera; erano considerate delle poleis, come attestano Erodoto, Senofonte e Tucidide. Si può notare che queste poleis agivano come una sorta di cuscinetto attorno a Sparta, proteggendola da influenze esterne e in qualche misura erano una sorta di mura contro gli iloti, come nel caso di Gythium; prevenivano la loro fuga ed erano un'area di controllo immediato.